# Demonax bowringii
Demonax bowringii är en skalbaggsart som först beskrevs av Francis Polkinghorne Pascoe 1859.  Demonax bowringii ingår i släktet Demonax och familjen långhorningar.
Artens utbredningsområde är Laos. Inga underarter finns listade i Catalogue of Life.